# 高原大区
高原大区（德语）是瑞士联邦的七个大区之一。根据瑞士联邦统计署的定义，高原大区由位于瑞士的五个联邦州组成：伯尔尼州、弗里堡州、索洛图恩州、纳沙泰尔州和汝拉州。
在欧盟设立的地域统计单位命名法中，高原大区的范围与联邦统计署定义相同，为第二等级区划。

## 名称
高原大区的原文名称是“Espace Mittelland”，由该地区两种官方语言各取一个词组合而成。“Espace”是法语中“空间”的意思，而“Mittelland”是德语中瑞士高原的意思。该地区法语和德语官方名称都使用这个双语混合词。